# George Bruce Halsted
George Bruce Halsted (Newark,  New Jersey, 1853. november 25. – New York, 1922. március 16.) amerikai matematikus, akinek nagy szerepe volt a nemeuklideszi geometria amerikai elterjesztésében, Bolyai János és Lobacsevszkij munkásságának népszerűsítésében.

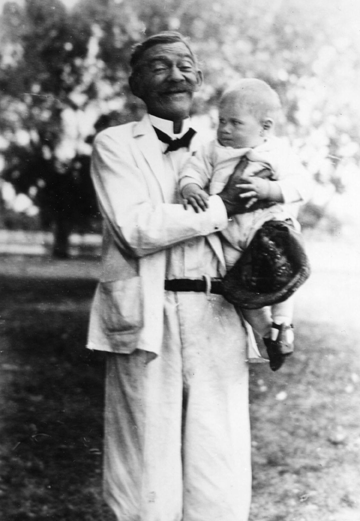
Unokájával 1920-ban

## Élete és munkássága
A New Jersey állambeli Newarkban született, a Princeton University végzettje, 1879-ben doktorált a Johns Hopkins egyetemen. Kezdetben Princetonban tanított, majd 1884-től 1903-ig az Austinban működő Texas University tanára, ahol az elméleti és alkalmazott matematika tanszék vezetője volt. Foglalkozott a geometria alapjaival, Rational Geometry címmel a Hilbert-axiomákra alapozott könyvet írt, amelyet francia, német és japán nyelvre is lefordítottak. 1903-ban el kellett hagynia az egyetemet, mert összetűzésbe keveredett az egyetem vezetőivel azzal kapcsolatban, hogy nem  a tehetséges és később híres matematikussá vált R. L. Moore-t vették fel egy meghirdetett állásra, hanem egy befolyásos helybéli embert. Moore-ban, akit tanársegédének szánt, egy új Bolyait vélt felfedezni. Ezután a St. John's College (Annapolis), a  Kenyon College (Gambier, Ohio), majd a Colorado State College of Education (Greeley) tanára 1914-ig, amikor nyugdíjba vonult. A híres American Mathematical Monthly című lapban több matematikatörténeti munkája is megjelent, többek között Bolyai Farkasról is írt.

## Bolyai János munkásságának népszerűsítése
Halsted lefordította angolra Bolyai János és Lobacsevszkij műveit. Ezeket többször is kiadta, és mindent elkövetett népszerűsítésükért.
A Bolyai János Appendixének az eredeti változata (címlapot, ábrákat kivéve) huszonnégy oldalas mű. Erről  írja Halsted professzor  a fordítás előszavában, hogy „ez a huszonnégy oldal a legrendkívülibb két tucat oldal a gondolkodás történetében.”
Halsted 1896 júliusában ellátogatott Marosvásárhelyre és Kolozsvárra, majd nem haza, hanem Oroszországba utazott, hogy felkeresse azokat a helyeket, ahol a nemeuklideszi geometria másik  nagy óriása élt. Marosvásárhelyen ő biztatta Bedőházi János kollégiumi tanárt, hogy írja  meg a két Bolyai életét, amely meg is történt. Oroszországban kiderítette, hogy még él Lobacsevszkij két gyereke. Közbenjárt a politikai okokból száműzött fiú érdekében, látogatása hatására a cár évi hatszáz rubel nyugdíjban részesítette Lobacsevszkij nélkülöző leányát.
A látogatás után a texasi egyetem lapjában, a Texas University Magazine-ben több cikk is megjelent az európai útjáról, egyet a lap főszerkesztője írt, kettőt pedig maga Halsted. Figyelemre méltó, hogy az erdélyi magyar neveket és helyneveket tökéletes magyar helyesírással írják. Ez a három írás magyarul is megjelent a kolozsvári Korunk 2004. júniusi számában, Filep László matematikatörténész jóvoltából.

## Könyvei
- Metrical geometry; An elementary treatise on mensuration (Boston, Ginn, 1890)
- The elements of geometry (New York, Wiley, 1889)
- Synthetic projective geometry (New York, Wiley, 1906)
- On the foundation and technic of arithmetic (Chicago, Open Court, 1912)
- Rational geometry; a text-book for the science of space; based on Hilbert's foundations (New York, J. Wiley & Sons, 1904)